# Iniekcja do oka
Iniekcja do oka, wstrzyknięcie do oka (łac. Iniectio ophthalmica) – okulistyczna procedura medyczna przeztkankowego podania leku.

## Rodzaje i funkcje
Wstrzykiwane są wodne roztwory lub zawiesiny w różne okolice oka (np. doszklistkowo) dla potrzeb chirurgicznych i leczniczych. Objętość płynu nie przekracza 1 ml. Wstrzyknięcie do oka obejmuje m.in. wstrzyknięcie podspojówkowe (subconiunctivalis) i wówczas mogą zawierać dodatek substancji przeciwbakteryjnych, dokomorowe (intracameralis), czyli do komory przedniej oka, lub pozagałkowe (retrobulbaris), czyli do ostatniego segmentu gałki ocznej.
Ponadto leki w postaci wstrzyknięć można podawać: do komór mózgowych (Iniectio intracisternalis), do jamy opłucnej (Iniectio intrapleuralis) oraz śródnerwowo (Iniectio intraneuralis).
„Ophthalmic Dictionary and Vocabulary Builder for Eye Care Professionals” (wyd. 2012) wyróżnia:
- subconjunctival injection – iniekcja podawana podspojówkowo lub pod torebkę Tenona; stosowana w leczeniu ciężkich infekcji wewnątrz gałki ocznej lub w celu rozszerzenia źrenicy związanej zrostami
- retrobulbar injection – wstrzyknięcie podawane długą igłą w stożek mięśniowy z tyłu gałki ocznej; stosowany jako środek znieczulający oraz unieruchamiający oko przed operacją leczącą zaćmę
- peribulbar injection – iniekcja podawana wokół oka zamiast w stożek mięśniowy za gałką
- intraocular injection – wstrzyknięcie leku bezpośrednio w obręb gałki ocznej; stosowane m.in. jako forma leczenia zwyrodnienia plamki żółtej

## Iniekcje doszklistkowe
W iniekcjach doszklistkowych (do komory ciała szklistego) pacjentom podawane są: octan triamcynolonu (nazwa handlowa: Kenalog), ranibizumab (Lucentis), bewacyzumab (Avastin) i pegaptanib (Macugen). Leczone są tą drogą osoby m.in. z wysiękową postacią zwyrodnienia plamki związanego z wiekiem, retinopatią cukrzycową, po zakrzepie żyły siatkówki oraz zapaleniu błony naczyniowej.
Odsetek poważnych powikłań po iniekcjach doszklistkowych jest niewielki (najczęstsze powikłanie to „nastrzyknięcie spojówki w miejscu podania iniekcji”).